# Josef Albers
Josef Albers (19 de março de 1888 - 25 de março de 1976) foi um artista nascido na Alemanha, e um educador por excelência, cujas obras, tanto na Europa como nos Estados Unidos, representaram a base dos mais influentes programas sobre o estudo da arte do século XX.

## Biografia
Josef Albers nasceu em Bottrop, Alemanha. Estudou arte em Berlim, Essen e Munique, antes de se tornar estudante num curso básico ministrado por Johannes Itten na prestigiosa Bauhaus de Weimar. Em 1923, devido aos seus conhecimentos aprimorados sobre as artes manuais, o diretor e fundador da Bauhaus, Walter Gropius, solicitou Josef Albers a integrar o programa de ensino preliminar Werklehre. Em 1925 foi promovido Professor, ano em que a Bauhaus se transferiu para Dessau. Por esta altura, Josef Albers casa-se com Anni Fleishmann, também era estudante na Bauhaus. O seu trabalho inclui o design de mobiliário e trabalhos em vidro. Enquanto jovem professor de Arte, lecciona na Bauhaus juntamente com artistas de grande notoriedade, incluindo Oskar Shlemmer, Wassily Kandinsky e Paul Klee.
Depois do encerramento da Bauhaus devido à repressão Nazi em 1933, Albers emigra para os Estados Unidos. Em Novembro de 1933, ingressa na Black Mountain College, Carolina do Norte, onde principia o seu programa de pintura.
Em 1950, Josef Albers deixa a Black Mountain College para presidir o Departamento de Design ministrado na Univerdade de Yale. Já em Yale, desenvolve o programa de artes gráficas, contando com designers como Alvin Eisenman, Herbert Matter e Alvin Lustig. Aí permanece até 1958, ano em que se reforma. Em 1962 é galardoado pela Graham Foundation. Em 1963, Josef Albers publica o seu Interaction of Color, que apresenta a teoria segundo a qual as cores são governadas por uma lógica interna e ilusória. Em  1973 é eleito membro da Academia Americana de Artes e Ciências. Continua o seu programa de pintura e como autor em New Haven, até falecer em 1976.
Josef Albers é considerado tanto um designer, fotógrafo, tipógrafo e poeta, e reconhecido pelos seus trabalhos como pintor abstrato e teórico. Albers favoreceu uma abordagem reconhecidamente disciplinar da composição. Os mais famosos trabalhos incluem a série Homage to the Square, sobre a qual o artista explorou as interações cromáticas através de planos e arranjos concêntricos.
Em 1971 (aproximadamente cinco anos antes da sua morte), Albers fundou a The Josef and Anni Albers Foudation, uma organização não-lucrativa que o próprio designava de "uma revelação e evocação da visão enquanto arte". Hoje, esta organização serve como suporte para exibições e publicações centradas na obra de Albers. O edifício oficial da Fundação está localizado em Bethany, Connecticut, e compreende um centro de pesquisa, um arquivo central para preservação das colecções de arte, bem como bibliotecas, arquivos, gabinetes e residências para artistas que queiram visitar este complexo.

## Estilo
A obra de Josef Albers representa uma transição entre a arte europeia tradicional e a nova arte americana. Incorpora uma forma de arte influenciada nos Construtivistas e o movimento Bauhaus - a intensidade e escala de pequenas proporções são tipicamente europeias. Todavia, são os artistas americanos das décadas de 1950 e 1960 pelos quais Josef Albers sente um maior apego. Os pintores abstratos "Hard-edge" influenciariam a forma como Albers compôs os padrões e cores intensas, enquanto os artistas OP e outros designados conceptuais para o seu interesse e estudo pela percepção.

## Ligação externa
- Alguns trabalhos de Josef Alberts